# Lutte révolutionnaire
Lutte révolutionnaire (en grec moderne : Επαναστατικός Αγώνας, Epanastatikós Agónas) est un groupe armé d’extrême gauche grec, connu pour ses attentats contre des bâtiments officiels grecs et contre l'ambassade des États-Unis à Athènes. Ce groupe est largement considéré comme un groupe terroriste à la fois par le gouvernement grec et par les médias.[réf. nécessaire] L'organisation est placée sur la liste officielle des organisations terroristes des États-Unis, du Canada et l'était entre 2007 et 2009 sur celle de l'Union européenne mais n'apparait plus en 2010.
Lutte révolutionnaire commence à faire parler de lui en 2003 avec un attentat contre un complexe judiciaire à Athènes, suivi d'un attentat contre le ministère du travail grec et des bus de la police. Le 22 décembre 2005, le groupe fait publier un manifeste dans le magazine satirique To Pontiki dans lequel il exprime ses vues révolutionnaires, antimondialistes et anti-américaines. En janvier 2007, un appel anonyme revendique l'attaque à la roquette contre l'ambassade américaine du 12 janvier. Les autorités grecques décrivent alors le groupe comme une branche de l'Organisation révolutionnaire du 17-Novembre.
Le 10 mars 2010, Lambros Foundas membre de Lutte révolutionnaire, a été tué par la police alors qu’il réquisitionnait une voiture dans le cadre des préparatifs à une action de l’organisation.
Le 3 avril 2013 le procès de l’organisation Lutte révolutionnaire se termine par des sentences très lourdes :
- Les trois militants qui se revendiquaient membres de Lutte Révolutionnaire : Nikos Maziotis (en fuite) 50 ans de prison ; Pola Roupa (également en fuite), 50 ans et 6 mois ; Kosta Gournas (emprisonné à l’audience) : 50 ans et six mois.
- Deux autres anarchistes accusés dans la même affaire mais qui niaient être membres de l’organisation ont été condamnés : Stathopoulos à 7 ans et 6 mois et Kortessis à 7 ans. Trois autres, S. Nikitopoulos, K. Katsenos, et Mari Beraha (la femme de Kostas) ont été acquittés. 
Le 17 juillet 2014, à Athènes la police arrête, après une fusillade, Maziotis et sa femme Panayiota, en fuite depuis 2012. Le fugitif aurait lancé une grenade défensive, il y a deux blessés légers (2 touristes), et le fugitif est lui plus sérieusement touché par les tirs des policiers. Selon le site Secours rouge : "Nikos Maziotis aurait été suivi par la police dans un magasin, l’alarme a été déclenchée, Nikos a pu s’enfuir à bord d’un taxi, il en est sorti en plein quartier touristique (Monastiráki) et la fusillade a commencé. Aussitôt que la présence de Nikos a été signalée, des agents de la police militaire, police anti-émeute (appellation grecque MAT), police anti-terroriste, brigades DELTA (police motorisée) et autres ont été déployés massivement dans le quartier. Finalement, après une demi-heure, Nikos a été blessé gravement à l’épaule et a été laissé plusieurs minutes sur le sol à perdre du sang avant d’être transféré à l’hôpital où il a directement subi une opération chirurgicale." 
Le 10 mai 2019 la décision de la cour d’appel concernant Nikos Maziotis dans l’affaire de l’attaque à l’explosif contre la Banque de Grèce et le FMI revendiquée par Lutte Révolutionnaire a réduit la peine de prison à vie en 25 ans de réclusion. (source Secours Rouge)
Selon des informations publiées sur Indymedia Athènes les " anarchistes Giannis Michailidis, Konstantina Athanasopoulou, ainsi qu’une femme non identifiée, ont été interpellés mercredi 29 janvier 2020 dans une voiture peut-être volée, à Agia Paraskevi, dans la banlieue d’Athènes. La police antiterroriste affirme avoir trouvé dans le véhicule un fusil Kalachnikov, une mitraillette, une arme de poing, des plaques d’immatriculation volées et d’autres objets."
Giannis Michailidis s'était évadé de la colonie agricole et pénitentiaire de Tyrintha en juin 2019. Il avait été arrêté en février 2013, pour le double braquage qui avait eu lieu à Velventos. Il purgeait également une peine de 15 ans pour un échange de tirs avec la police en mai 2011 à Pefki (banlieue nord-est d’Athènes) ; Konstantina Athanasopoulo, elle aussi en cavale après le non-respect de son contrôle judiciaire (à la suite de sa libération sous caution). Elle avait été arrêtée le 5 janvier 2017, avec Pola Roupa. Elle a déclaré être membre de Lutte Révolutionnaire.

## Attentats revendiqués par Lutte révolutionnaire
- 5 septembre 2003 : attentat à la bombe contre les tribunaux d’Athènes, 1 blessé.
- 5 mai 2004 : attentat à la bombe contre un commissariat de police à Athènes.
- 29 octobre 2004 : attentat à la bombe contre des cars de police.
- 2 mai 2005 : attentat contre le Ministère grec du travail[7].
- 3 juin 2005 : attentat à la bombe contre le bâtiment du Ministère grec du travail.
- 12 décembre 2005 : attentat à la bombe contre le ministère grec des finances, 3 blessés.
- 30 mai 2006 : tentative d'assassinat contre Georgios Voulgarakis, ministre de la culture et ancien ministre de l'ordre public.
- 12 janvier 2007 : attaque à la roquette contre l'Ambassade américaine à Athènes.
- 30 avril 2007 : tirs de fusil HK MP5 contre un poste de police dans le quartier de Néa Ionía, à Athènes.
- 24 octobre 2008 : tentative d'attentat à la bombe contre les bureaux grecs du groupe pétrolier Royal Dutch Shell à Athènes.
- 3 décembre 2008 : attentat contre le bureau de l'Agence France-Presse à Athènes.
- 23 décembre 2008 : tirs de Kalachnikov contre un bus de la police devant l’Université  polytechnique.
- 5 janvier 2009 : tirs de Kalachnikov contre un groupe de policiers à Athènes : un policier est gravement blessé.
- 18 février 2009 : tentative d'attentat devant un Citibank à Kephissia (Athènes) : une voiture bourrée de 60 kg de nitrate d'ammonium, capable de détruire l'immeuble de quatre étages devant lequel elle est garée est détruite préventivement par la police. La bombe n'a pas explosé car le montage électrique était défectueux.
- 9 mars 2009 : attentat à la bombe (dégâts matériels importants) contre une agence Citibank à Filothei (Athènes).
- 12 mai 2009 : attentat à la bombe contre une branche d'Eurobank dans la banlieue d'Athènes.
- 3 juillet 2009 : attaque au cocktail Molotov contre un bureau de district d'impôt de Ambelokipi à Athènes, attribué à Lutte révolutionnaire.
- 3 juillet 2009 : attentat à la bombe contre un McDonald's à Athènes district Ambelokipi importants dégâts, attribué à Lutte révolutionnaire.
- 2 septembre 2009 : attentat à la bombe contre la Bourse d'Athènes, 1 blessé[8].
- 10 avril 2014 : après deux alertes téléphoniques aux médias – une voiture remplie de 75 kg d’explosifs a explosé devant un bureau de la Banque de Grèce, situé rue Amerikis  à Athènes.